# Akalkulia
Akalkulia (łac. calculo – liczę) – utrata lub upośledzenie zdolności wykonywania nawet najprostszych działań arytmetycznych związane z organicznym uszkodzeniem mózgu (zwykle lewego bocznego obszaru ciemieniowo-potylicznego u osób praworęcznych), występujące często razem z zaburzeniami mowy oraz afazją ruchową. Jest odmianą agnozji wzrokowej.